# Kanzra
Kanzra est une ville située au centre-ouest de la Côte d'Ivoire, appartenant au département de Zuénoula, dans la Région de la Marahoué. La localité de Kanzra est un chef-lieu de commune et de sous-préfecture .